# Bite

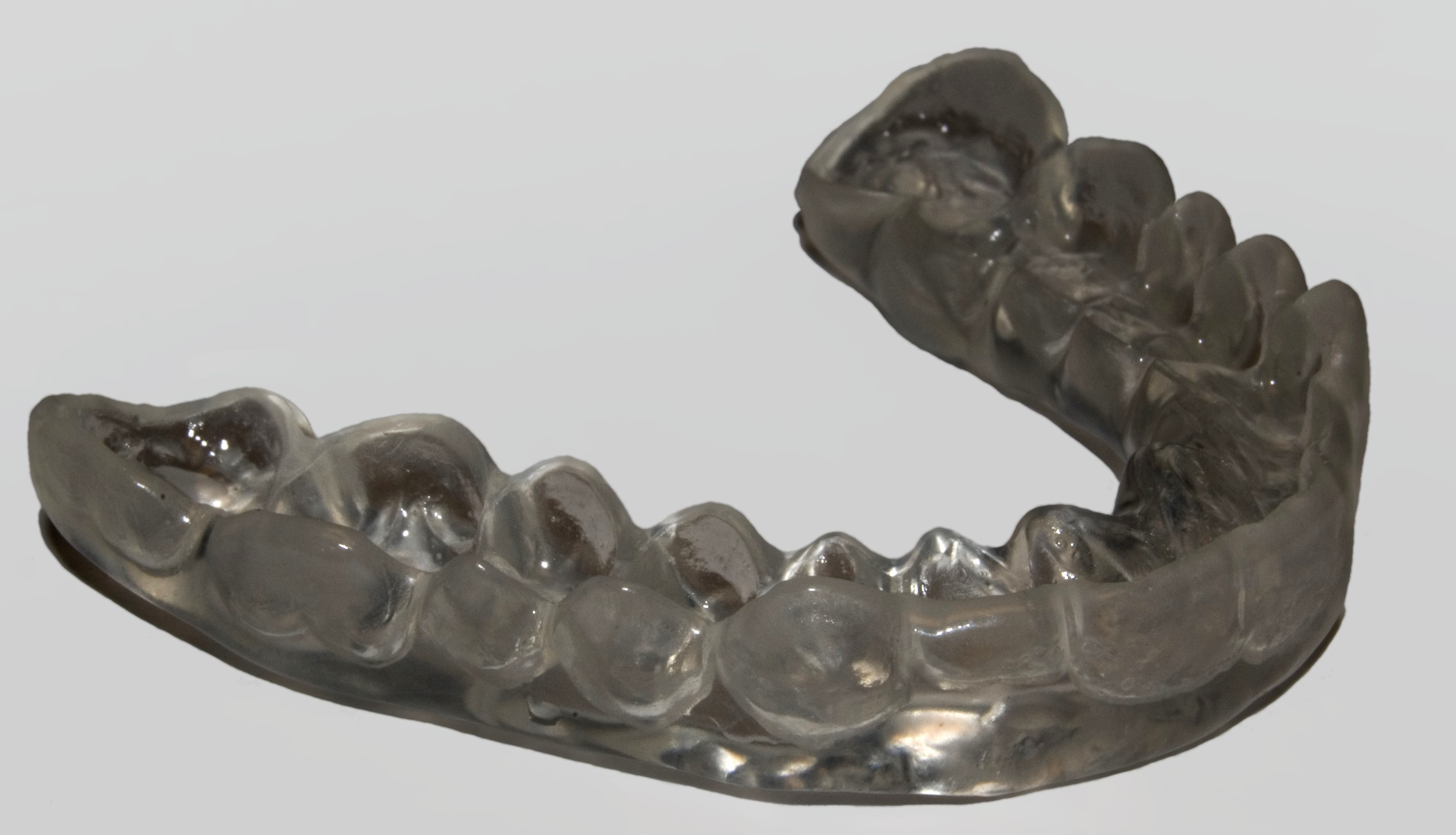
Bite

Il bite (dall'inglese «morso») è l'apparecchio che fra le molteplici funzioni ha principalmente quella di evitare i danni da digrignamento notturno (bruxismo), ne esistono diversi tipi anche in vendita direttamente al pubblico.

## Tipologia
I bite possono essere:

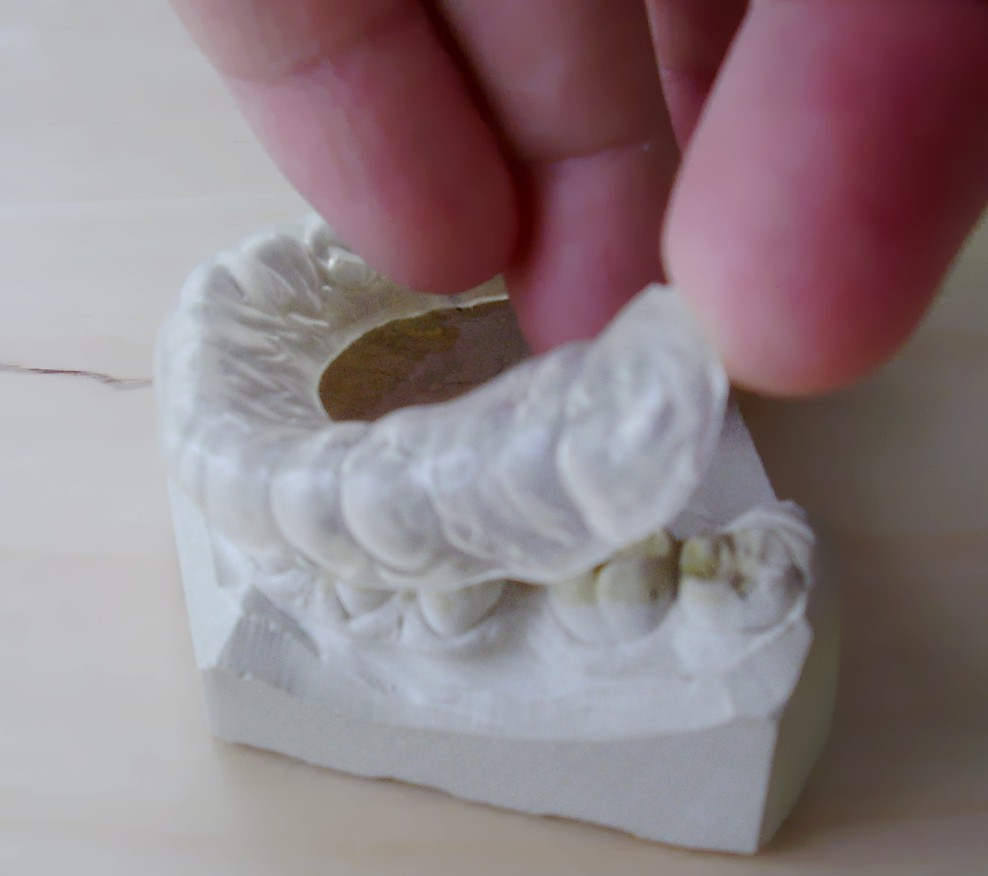
Bite sopra al calco da cui è stato ricavato

- Rigidi o personalizzati, questi apparecchi vengono creati tramite un modello della dentizione ricavato dal soggetto che deve o vuole avere il bite.
- Automodellanti, questi apparecchi che generalmente si possono acquistare in farmacia o parafarmacia, sono universali e devono essere adattati al soggetto tramite una procedura descritta sulla confezione dello stesso.

## Uso
L'uso di questi ultimi è consigliato esclusivamente a chi non presenta disfunzioni articolari o problemi di postura. Sovente, il bite automodellante è altresì usato dai dentisti come strumento propedeutico all'utilizzo di un bite fatto su misura.

## Funzione
Il bite fornito dall'odontoiatra ha una funzione che inizialmente è diagnostica e poi anche terapeutica, svincolando l'occlusione da eventuali precontatti o anomalie di altro genere.
Consente alla muscolatura masticatoria di rilassarsi e contemporaneamente si assiste all'attenuazione o scomparsa dei fastidiosi sintomi che il paziente accusava in precedenza, quali cefalee, cervicalgie, vertigini e acufeni.